# Hermann Schüller
Hermann Schüller (* 7. März 1952 in Westerstede) ist ein deutscher Basketballfunktionär, ehemaliger -spieler und Unternehmer.

## Laufbahn
Schüller begann im Alter von zwölf Jahren mit dem Basketballsport und spielte bei der TSG Westerstede sowie in der niedersächsischen Landesauswahl und der Bundeswehr-Nationalmannschaft. 1973 zog er für ein Praktikum nach München, spielte währenddessen in der Saison 1973/74 als Aufbauspieler für die Basketballmannschaft des FC Bayern München in der Bundesliga, stieg mit der Mannschaft jedoch ab. Er blieb in München, studierte dort Betriebswirtschaftslehre und spielte insgesamt vier Jahre für den FC Bayern. Er gründete 1977 das Unternehmen Glaszentrum Westerstede (später Schüller Qualitätsglas), welches 1997 auf seine Initiative mit dem Konzern Isoglas aus Nordhorn zu Semcoglas wurde. Schüller wurde geschäftsführender Gesellschafter des Unternehmens.
Im Basketball war Schüller nach seiner Rückkehr aus München wieder bei der TSG Westerstede tätig, spielte in der Regionalliga und engagierte sich als Trainer sowie Abteilungsleiter. Ab 1994 setzte er sich zwecks Bündelung der Kräfte im Herren-Leistungsbereich für eine Zusammenarbeit der Basketballabteilungen der TSG Westerstede (damals Regionalliga) und des Oldenburger TB (damals 2. Basketball-Bundesliga) ein. Gemeinsam mit OTB-Manager Gerold Lange setzte er das Vorhaben 1995 um, fortan nahm der Zweitligist als BG Oldenburg-Westerstede am Wettkampfbetrieb teil. Später wurde der Betrieb der Mannschaft an die neugegründete Baskets Oldenburg GmbH & Co. KG übergeben, deren geschäftsführender Gesellschafter Schüller neben seiner Tätigkeit für Semcoglas wurde. Nachdem der Mannschaftsname zwischenzeitlich wieder in Oldenburger TB geändert wurde, hieß die Mannschaft, die 2000 in die Basketball-Bundesliga aufgestiegen war, ab 2001 EWE Baskets Oldenburg. Mit dem Ausscheiden Gerold Langes 2011 wurde Schüller geschäftsführender Gesellschafter des Bundesligisten. In seiner Amtszeit wurden die Oldenburger 2009 deutscher Meister und 2015 Pokalsieger. Sein Unternehmen Semcoglas unterstützt die Oldenburger Bundesligamannschaft als Sponsor.
Im September 2015 wurde Schüller zusammen mit Lange das Große Stadtsiegel der Stadt Oldenburg verliehen.